# 満洲源流考
『満洲源流考』（まんしゅうげんりゅうこう、満洲語：ᠮᠠᠨᠵᡠᠰᠠᡳ
ᡩᠠ
ᠰᡝᡴᡳᠶᡝᠨ ‍‍ᡳ
ᡴᡳᠮᠴᡳᠨ
ᠪᡳᡨᡥᡝ　転写：manjusai da sekiyen i kimcin bithe）は、清のアグイ（阿桂）らによって撰された地理書。1778年成立。清代当時の中国東北部(旧満洲)の部族・地理・風俗に関する古来の史伝を列挙・考証している。
満洲人が支配層に君臨している王朝である清からすれば、自らの政権及び民族のルーツ、そして成り立ちに関わるため、『満洲源流考』において渤海国の史料が収集され考察なされているが、収集された史料は中国王朝の正史などの記述で、満洲人及びその先祖に比定されている民族独自の伝承はほとんどなく、渤海の首都である上京龍泉府の遺跡を金の上京会寧府の遺跡に比定していたように、厳密な考証がなされていない。

『満洲源流考』を含むいくつかの中国の史料には、女真完顔部の先祖であり、金朝の始祖である函普が「新羅人」あるいは「高麗より来た」と記録されている。これを根拠に韓国・北朝鮮では満洲民族のルーツは朝鮮民族であるという主張がある。しかしながら、史料解釈に問題があり、中国・日本などから批判されている。

## 目録
| 巻数 | 大分類 | 中分類 | 小分類 |
| 1    | 部族   | 満洲   | 粛慎, 夫餘 |
| 2    | 部族   | -      | 挹婁, 三韓, 勿吉 |
| 3    | 部族   | -      | 百済 (または伯済) |
| 4    | 部族   | -      | 新羅 (または斯盧または新盧) |
| 5    | 部族   | -      | 靺鞨 |
| 6    | 部族   | -      | 渤海 |
| 7    | 部族   | -      | 完顔, 建州, 附:金史姓氏考 |
| 8    | 疆域   | 興京   | 吉林, 黒龍江, 粛慎四至, 粛慎城・粛慎県, 夫餘国都, 夫餘城・夫餘府, 挹婁国界, 挹婁故地・挹婁県, 三韓分地, 三韓属国, 三韓故地・馬韓都督府・辰州・三韓県 |
| 9    | 疆域   | -      | 沃沮・濊, 勿吉行程, 勿吉七部故地, 勿吉旁国, 百済里至, 百済都城・百済郡邑, 百済諸城, 新羅, 鶏林州, 新羅九州, 靺鞨, 黒水州・黒水府, 鉄利越喜故地 |
| 10   | 疆域   | -      | 渤海国境, 忽汗州・忽州城, 上京・龍泉府, 龍州, 湖州, 渤州, 中京・顕徳府, 盧州, 顕州, 鉄州, 湯州, 栄州, 興州, 東京・龍原府, 慶州, 塩州, 穆州, 賀州, 南京・南海府, 沃州, 晴州, 椒州, 西京・鴨緑府, 神州, 桓州, 豊州, 正州, 長嶺府, 河州, 夫餘府, 鄚頡府, 高州, 安寧郡, 定理府, 定州, 瀋州, 安辺府, 安州, 率賓府, 益州, 建州, 東平府, 蒙州, 沱州, 東平寨, 懐遠府, 富州, 美州, 福州, 鉄利府, 広州, 蒲州, 義州, 帰州, 安遠府, 寧州, 慕州, 郢銅凍三州, 蓋州, 崇州, 集州, 麓州                                                               |
| 11   | 疆域   | -      | 遼東北地界, 遼上京長春州, 遼東京遼陽府, 開州, 定州, 保州, 辰州, 盧州, 来遠城, 鉄州, 興州, 湯州, 崇州, 海州, 淥州, 桓州, 豊州, 正州, 慕州, 顕州, 宗州, 乾州, 貴徳州, 瀋州, 集州, 広州, 遼州, 遂州, 通州, 韓州, 双州, 銀州, 同州, 咸州, 信州, 賓州, 龍州, 湖州, 渤州, 郢州, 銅州, 凍州, 率賓府, 定理府, 鉄利府, 安定府, 長嶺府, 鎮海府, 冀州, 東州, 尚州, 吉州, 麓州, 荊州, 懿州, 勝州, 順化城, 寧州, 衍州, 連州, 帰州, 蘇州, 復州, 粛州, 安州, 栄州, 率州, 荷州, 源州, 渤海州, 寧江州, 河州, 祥州, 遼営衛・阿延女真, 伊徳女真, 五国部 |
| 12   | 疆域   | -      | 金上京, 会寧府, 肇州, 隆州, 信州, 夫餘路, 海蘭路, 率賓路, 哈斯罕路, 呼爾哈路, 烏爾古徳哷勒統軍司, 咸平路・咸平府, 韓州, 金東京・遼陽府, 澄州, 瀋州, 貴徳州, 蓋州, 復州, 来遠州, 博索府 |
| 13   | 疆域   | -      | 元瀋陽路, 開元路, 咸平府, 海蘭府碩達勒達等路, 肇州, 博索府, 附:明衛所城站考 |
| 14   | 山川   | -      | 啓運山, 天柱山, 隆業山, 長白山, 青嶺, 瑪奇嶺, 伊勒呼嶺, 長嶺, 東牟山, 輝山, 白平山, 遼山・瑚呼瑪山, 庫堪山, 果囉山, 馬鞍山, 冷山, 徳林石, 龍首山, 蛇山, 刁蹕山, 医巫閭山, 千山, 十三山, 首山, 明王山, 華表山, 熊岳山, 金山, 蒺藜山, 龍鳳山, 鳳凰山, 噶哈嶺, 太蘭岡, 吉林崖, 古哷山, 扈爾奇山, 宜罕山, 伊瑪護山岡, 薩爾滸山, 鉄背山, 碩欽山, 尚間崖, 斐芬山, 阿布達哩岡, 固拉庫崖, 青苔峪, 黄骨鳥, 牽馬嶺, 覚華島, 興安嶺, 皮島, 呂翁山, 松山, 塔山, 杏山, 附載:単単大嶺諸山                                                          |
| 15   | 山川   | -      | 混同江, 鴨緑江, 愛呼河, 図們江, 佟佳江, 遼河, 渾河・瀋水, 太子河, 沙河, 大清河, 柴河, 范河, 輝発河, 伊屯河, 伊爾們河, 小凌河, 大凌河, 羊腸河, 珠子河, 率賓水・扎蘭水, 海蘭水, 拉林河, 阿勒楚喀河, 海古勒水, 呼爾哈河, 琿春河, 嫩江, 滔爾河, 黒龍江, 屯河, 哈勒琿河, 奥婁河, 蓒芋泊, 附載:弱水諸水 |
| 16   | 国俗   | 満洲   | 騎射, 冠服 |
| 17   | 国俗   | -      | 政教附:字書 |
| 18   | 国俗   | -      | 祭祀, 祭天, 祀神, 雑礼, 官制, 語言, 附:金史旧国語解考 |
| 19   | 国俗   | -      | 物産 |
| 20   | 国俗   | -      | 雑綴 |

## 参照

### 史籍
- ジャンギヤ氏アグイ, 于敏中, ニョフル氏ヘシェン, 董誥『滿洲源流考』四庫全書, 1778 (漢文) ＊早稲田大学図書館所蔵版
- 編者不詳『ᠮᠠᠨᠵᡠ ᡳ ᠶᠠᡵᡤᡳᠶᠠᠨ ᡴᠣᠣᠯᡳ (manju i yargiyan kooli：滿洲實錄)』四庫全書, 1781 (満文)
- 今西春秋『満和蒙和対訳 満洲実録』刀水書房, 1992 (和訳) ＊和訳自体は1938年に完成。

### 研究書
- 安双成『满汉大辞典』遼寧民族出版社, 1993 (中国語)
- 胡增益 (主編)『新满汉大词典』新疆人民出版社, 1994 (中国語)
- 『五体清文鑑訳解』京都大学文学部内陸アジア研究所 (和訳)

### Webサイト
- 栗林均「モンゴル諸語と満洲文語の資料検索システム」東北大学